# Resolució 1415 del Consell de Seguretat de les Nacions Unides
La Resolució 1415 del Consell de Seguretat de les Nacions Unides fou adoptada per unanimitat el 30 de maig de 2002. Després de considerar un informe del Secretari General Kofi Annan sobre la Força de les Nacions Unides d'Observació de la Separació (UNDOF) i reafirmant la resolució 1308 (2000), el Consell va ampliar el seu mandat per uns altres set mesos fins al 31 de desembre de 2002.
La resolució va demanar a les parts implicades que implementessin immediatament la Resolució 338 (1973) i demanaven al Secretari General que presentés un informe sobre la situació al final d'aquest període.
L'informe del Secretari General, de conformitat amb la resolució anterior sobre la UNDOF, va dir que la situació entre Israel i Síria havia romàs tranquil·la i sense incidents greus, tot i que la situació a l'Orient Mitjà es mantindria com a perillosa fins que es pogués arribar a un acord. A més, les mines terrestres en l'àrea de separació també representaven una amenaça per al personal de la UNDOF.